# こうもり …こうもり博士の愉快な復讐劇…
『こうもり …こうもり博士の愉快な復讐劇…』（こうもり こうもりはかせのゆかいなふくしゅうげき）は、宝塚歌劇団のミュージカル作品。作・演出担当は谷正純。

## 概要
2016年3月18日から4月25日に宝塚大劇場、同年5月13日から6月19日に東京宝塚劇場にて、星組により上演。
オーストリアのワルツ王ヨハン・シュトラウス2世の傑作オペレッタ『こうもり』を基にした作品で、19世紀のウイーンを舞台に、ファルケ博士とアデーレが舞踏会を繰り広げるミュージカル。併演はショー・スペクタキュラー『THE ENTERTAINER!』（作・演出：野口幸作）。なお、本公演は宝塚歌劇団102期生のお披露目公演となる。
本作を収録したDVD版もある。

## あらすじ
19世紀後半のウィーン。高名な物理学者にして童話作家で名高いファルケ博士は、親友のアイゼンシュタイン侯爵と共にエリザベート皇后主催の仮装舞踏会に出席。その帰り道、調子に乗って泥酔したファルケは、彼を持て余したアイゼンシュタインの悪ふざけで、「こうもり」の扮装で公園の女神像に縛り付けられてしまう。
翌朝、恥ずかしい姿で民衆の前に曝け出されてしまったファルケは、たちまち街中の笑いものとなり、「こうもり博士」の渾名を頂戴する羽目になる。
半ば自業自得とは云え、怒りが収まらないファルケは、恩師であるラート教授や、知人のロシア皇太子 オルロフスキー公爵の協力の下、アイゼンシュタインに対する「愉快」な復讐劇を決行する。

## 主な配役
本公演
- ファルケ博士 - 北翔海莉
- アデーレ - 妃海風
- ガブリエル・フォン・アイゼンシュタイン侯爵 - 紅ゆずる
- ラート教授 - 汝鳥伶（専科）
- アレクサンダー・オルロフスキー公爵 - 星条海斗（専科）
- レブロフ伯爵夫人 - 万里柚美
- フロッシュ - 美稀千種
- フランク - 十輝いりす
- ラモン大佐 - 壱城あずさ
- ブリント - 七海ひろき
- ネッケル子爵 - 如月蓮
- ネッケル子爵夫人 - 白妙なつ
- イワン - 天寿光希
- バルドー大使夫人 - 音波みのり
- テミス - 妃白ゆあ
- ロザリンデ - 夢妃杏瑠
- クリプトン - 十碧れいや
- ポロニウム - 麻央侑希
- ユーリー - 漣レイラ
- アルフレード - 礼真琴
- ミーシャ - ひろ香祐
- アルゴン - 瀬央ゆりあ
- イーダ - 綺咲愛里
- キセノン - 紫藤りゅう
- イレーネ - 真彩希帆
- フローラ - 小桜ほのか
- レダ - 天彩峰里

新人公演
- ファルケ博士 - 紫藤りゅう
- アデーレ - 真彩希帆
- ガブリエル・フォン・アイゼンシュタイン侯爵 - 綾凰華
- ラート教授 - 音咲いつき
- アレクサンダー・オルロフスキー公爵 - 遥斗勇帆
- レブロフ伯爵夫人 - 綺咲愛里
- フロッシュ - 天路そら
- フランク - 桃堂純
- ラモン大佐 - 朝水りょう
- ブリント - 夕陽真輝
- ネッケル子爵 - 拓斗れい
- ネッケル子爵夫人 - 七星美妃
- イワン - 凰羽みらい
- バルドー大使夫人 - 天彩峰里
- テミス - 白鳥ゆりや
- ロザリンデ - 華鳥礼良
- クリプトン - 天華えま
- ポロニウム - 蒼舞咲歩
- ユーリー - 夕渚りょう
- アルフレード - 碧海さりお
- ミーシャ - 湊璃飛
- アルゴン - 希沙薫
- イーダ - 小桜ほのか
- キセノン - 颯香凜
- イレーネ - 桜里まお
- フローラ - 二條華
- レダ - きらり杏

## スタッフ
- 作・演出 - 谷正純
- 作曲・編曲 - 吉崎憲治
- 編曲 - 植田浩徳
- 音楽指揮 - 寺嶋昌夫
- 振付 - 尚すみれ、山村友五郎
- 装置 - 新宮有紀
- 衣装監修 - 任田幾英
- 衣装 - 加藤真美
- 照明 - 勝柴次朗
- 音響 - 切江勝
- 演技指導 - 立ともみ
- 歌唱指導 - ちあきしん、南風舞
- 制作著作 - 宝塚歌劇団
- 主催 - 阪急電鉄